# Jeanne Deroin
Jeanne-François Deroin (París, 31 de diciembre de 1805 - Londres, 2 de abril de 1894) también conocida por su alias Jeanne Victoire fue una periodista, política, sufragista y feminista francesa pionera en la lucha por el socialismo y los derechos de la mujer en el siglo XIX. Está considerada pionera del sufragismo en Francia.  En mayo de 1849 se convirtió en la primera mujer que se presentaba como candidata a la Asamblea legislativa de Francia a pesar de no tener derecho a ser elegida y ni siquiera derecho a votar. Su decisión marcó un precedente al activismo de la periodista Hubertine Auclert en los años 1880 reconocida como pionera en la historia del sufragismo en Francia.
Los inicios de su vinculación política se conectan en la década de 1830 con la corriente socialista de los discípulos de Saint-Simon, siendo una de las líderes de las autodenominadas proletarias sansimonianas. Junto a sus compañeras, fue pionera en la creación de la prensa feminista.
En su exilio en Londres desde 1852 hasta su muerte en 1894 continuó su militancia política, participó en la Liga Socialista Inglesa.

## Biografía
Nació en París en 1805. Jeanne se refería poco de su infancia. A los 27 años se refirió al "azar del nacimiento" precisando que ella había conocido poco las alegrías de la infancia y los juegos de los primeros años y señalando que desde que aprendió a leer la lectura se convirtió en su sola ocupación.
Empezó a ganarse la vida como costurera mientras se formó de manera autodidacta, obtuvo el diploma de institutriz con la ayuda del abad Deguerry. Se acercó al sansimonismo que fue el primero en dirigirse a las mujeres. Aunque escéptica en sus principios religiosos, compartía sus puntos de vista sobre la emancipación de las mujeres. Desde 1829 «la cuestión de la mujer» estuvo en el centro de la doctrina del movimiento sansimoniano que pasó de ser filosófico a religioso. Muchas mujeres se acercaron a este movimiento con la esperanza de conseguir la «existencia legal» como ciudadanas. Entre 1830 y 1831 hay constancia de que más de 200 mujeres asistían a escuchar sermones.
En 1831 Jeanne asistía a sus reuniones e hizo una profesión de fe que no llegó a su conversión completa. Poco después se acercó a Charles Fourier uno de los otros fundadores del socialismo utópico temprano y defensor del feminismo. También leyó entre otros a Pierre Leroux y a Étienne Cabet.
En 1832, se casó en una ceremonia civil con Antoine Ulysse Desroches, un compañero del sansimonismo, con el que tuvo tres hijos y decidió fundar una escuela para niños pobres.

Se rebela ante la tradición de llevar el apellido del marido y reivindica la igualdad de derechos entre hombres y mujeres. 
«Se dice que la esclavitud está abolida, no, no lo está, subsiste enteramente en estas inicuas palabras inscritas en el libro de la ley: el marido debe protección a su mujer, la mujer debe obediencia a su marido. Las demás disposiciones del Código Civil prueban suficientemente la extrema dependencia de la mujer y esta costumbre que obliga a la mujer a llevar el nombre de su marido, ¿no es el hierro candente que imprime en la frente de la esclava las letras iniciales del amo, para que sea reconocido por todos como propiedad suya?»

Por eso «la esclavitud de la mujer es un odioso privilegio fundado en el derecho del más fuerte (...). La mujer es igual al hombre, su emancipación no será una concesión, sino el reconocimiento de un derecho legítimo, es un acto cuya realización contribuirá poderosamente a la felicidad de la humanidad.»

### Periodismo y derechos como ciudadanas
Jeanne Deroin firmó con el seudónimo de Jeanne-Victoria cuando publicó en La Femme Libre, un folleto fundado agosto de 1832 por Marie-Reine Guindorf y Désirée Véret como respuesta a la exclusión de las mujeres del proceso de toma de decisiones en el movimiento sansimoniano. Este folleto está considerado el primer periódico hecho por mujeres para mujeres de Francia.
La revolución de 1848 que dio paso a la Segunda República francesa ofreció a Jeanne la posibilidad de expresarse plena y libremente. Retomó su apellido, confió sus hijos a una amiga y se consagró a la defensa de que la nueva República fuera fundada por todos y por todas. Proclamada en febrero de 1848 representó una explosión de libertades también para las mujeres: a través de la prensa, las asociaciones, las manifestaciones... pero con una importante excepción: los derechos políticos. El nuevo régimen estableció el sufragio al que llaman «universal» pero solo los hombres tenían el derecho al voto.
En marzo de 1848, colaboró en La voix des femmes, dirigida por Eugénie Niboyet junto Désirée Gay donde se solicitaba al gobierno el derecho al voto de las mujeres solteras mayores de 21 años y viudas. En este periódico desarrolla sus ideas sobre la educación, la reforma social y sobre la necesidad de edificar una verdadera República, aboliendo todos los privilegios sin excepción. «Decir a las mujeres: no sois electoras, no sois elegibles (...) es rechazar la igualdad proclamándola.».
En mayo de 1848 junto a Pauline Roland, Désirée Gay, Adèle Esquiros y Eugénie Niboyet participó en el “El Club de Emancipación de las Mujeres” del que Eugénie Niboyet había aceptado la presidencia. A causa de las tensiones, La voix des femmes dejó de publicarse en junio de 1848. De manera más abiertamente socialista retomó su libertad colaborando en “La Politique des Femmes” que dirigía Désirée Gay (18 de junio de 1848 - 5 de agosto de 1848) un periódico inmediatamente rechazado porque el nombre implicaba que las mujeres participaban en la política. El periódico cambió entonces su nombre a  “L’Opinion des Femmes” (28 de enero de 1849-10 de agosto de 1849). 
En 1849 junto a Pauline Roland y Gustave Lefrançais participó en la fundación de la Asociación de institutores e institutrices y en la Sociedad para la emancipación de las mujeres con Jenny d’Héricourt luchando a favor del sufragio femenino.
En el seno de las asociaciones en las que participó mantuvo la reivindicación del derecho de las mujeres a acceder a la vida política. 
Para la declaración de sus creencias, en sus principios, escribió un ensayo de cuarenta y cuatro páginas, en parte inspirado por Olympe de Gouges Declaración de los Derechos de la Mujer y la Ciudadana, en la que Deroin argumentó en contra de la idea de que las mujeres eran inferiores a los hombres y comparó el matrimonio con la esclavitud.
¿Si existen algunas diferencias entre los dos sexos, estas diferencias pueden justificar la subyugación de la mujer? plantea en sus reflexiones.
Lucha por los derechos civiles y políticos de las mujeres es una constante en su activismo. Jeanne intentó convencer a los partidarios del socialismo democrático que apoyaran su candidatura a las elecciones legislativas parciales de 1849. Tenía como objetivo denunciar los "privilegios opresivos" con el fin de lograr "la abolición de todas las desigualdades sociales". Sorprendió a sus compañeros por su lucidez y firmeza durante la campaña. Y se dirigió directamente al filósofo, político y revolucionario anarquista Pierre-Joseph Proudhon, pidiéndole que reconsiderara su posición contraria a reconocer la igualdad de derechos entre hombres y mujeres.
Del 10 al 19 de abril hace campaña y realiza discursos ante un público de proletarios sorprendidos, no siempre hostiles, algunas veces admiradores de tal empeño. En esta lucha está prácticamente sola, pero tiene el apoyo de Jean Macé, futuro fundador de la Liga de la Enseñanza que admira su tenacidad y del periodista furierista Eugène Stourm.
A pesar de las prohibiciones y la inconstitucionalidad de su candidatura, se presentó a las elecciones para la Asamblea que se celebraron el 13 de mayo de 1849. Logró apenas 15 votos pero constituyó el evento histórico de que por primera vez una mujer se presentaba a una elección en Francia. La prensa se burló de su campaña y Proudhon la declaró no apta, alegando que los órganos que las mujeres poseen para alimentar a los bebés no las hacen apropiadas para el voto. Jeanne Déroin le respondió pidiéndole que le mostrara el órgano masculino que le permitía votar.[cita requerida]
El 5 de octubre de 1849 la Union des associations fraternelles, de la que Jeanne Deroin ha escrito sus estatutos, reúne a 104 asociaciones obreras constituidas. En L'Opinion des femmes, en agosto la periodista defendía que «el pueblo» debe pensar por sí mismo para lograr la República, el gobierno de todos, por todos y para todos, pidiendo la unión de los obreros para vencer al enemigo común, que es a la vez «el egoísmo» y «el capital». Pero el colectivo no puede resistir y sus organizadores son detenidos y encarcelados.  Jeanne y Pauline Roland son condenadas a seis meses de prisión el 15 de noviembre de 1850.
En 1851 cuando Luis Napoleón dio el golpe que le permitiría convertirse en Napoleón III, Deroin se exilió a Inglaterra donde siguió su lucha a favor de los derechos de la mujer. Vivió sin apenas recursos, dando clases y publicando a partir de 1852 sus Almanachs des femmes. Mantien relaciones epistolares con Pierre Leroux y sus próximos y se dirige alguna vez a quienes representan al final del siglo el feminismo, como Hubertine Auclert.
Durante sus años de exilio mantuvo su activismo político, participó en la Liga Socialista Inglesa y desarrolló una estrecha relación con el entorno de William Morris, líder de la misma.
Murió en Londres el 2 de abril de 1894.